# 李宗翰
李宗翰（1976年11月7日—），满族，爱新觉罗氏，湖北武汉人，中国男演员。毕业于中央戏剧学院表演系1997届本科班 。

## 简历
素有“民国第一小生”美誉的李宗翰在中国大陆电视剧圈占据一席之地，他以儒雅的气质塑造的多个民国小生形象被广大观众熟识。

## 作品

### 电视剧
- 1985年 《诸葛亮》饰 諸葛瞻
- 1996年 《香港的故事》 饰 青年何英杰
- 1998年 《警坛风云》饰 马丁
- 1998年 《悲欢岁月》饰 宋贵福
- 1999年 《离婚》饰 张天真
- 1999年 《全家福》饰 周大宝
- 1999年 《波涛汹涌》饰 江白
- 1999年 《沧海情仇》饰 陈祖德
- 2000年 《乱世奇侠》 饰 毛小奇
- 2000年 《包公生死劫》饰 吴端
- 2000年 《一脚定江山》饰 张俊
- 2001年 《田教授家的28个房客》饰 许功林
- 2001年 《梧桐雨》饰 谢家树
- 2001年 《奇迹》饰 林子龙
- 2001年 《天边外》饰 余嘉麟
- 2001年 《天地有爱》饰 沈超俊
- 2002年 《情义两重天》饰 庄文
- 2002年 《非常保险档案》饰 华生
- 2002年 《中国经典名剧之牡丹亭》饰 柳梦梅
- 2002年 《护国良相狄仁杰之风摧边关》饰 武官龙
- 2003年 《暗战/斩首行动》饰 肖继军
- 2003年 《书剑情侠柳三变》饰 太子
- 2003年 《少年大钦差》饰 张国龙（客串1、2、4集）
- 2004年 《凌云壮志包青天/剑临天下》饰 展昭
- 2004年 《爱人医事》饰 总裁（客串）
- 2004年 《婚前四周半》饰 桑南
- 2004年 《喜气洋洋猪八戒》饰 哮天犬
- 2004年 《欢颜》饰 玉珞君
- 2005年 《阮玲玉》饰 张达民
- 2005年 《徽娘宛心》饰 吴慧祥
- 2005年 《茉莉花》饰 林唯贤
- 2006年 《爱就爱了》饰 罗文凯
- 2006年 《日月凌空》饰 乔知之
- 2006年 《笨小孩》饰 傻猫
- 2006年 《绣娘兰馨》饰 辜传铭
- 2007年 《新还君明珠》饰 林志文
- 2007年 《幸福里九号》饰 杨卫民
- 2008年 《新春去春又回》饰 张来福
- 2008年 《保姆妈妈》饰 葛林
- 2009年 《不负天职》饰 神偷“医生”(客串)
- 2009年 《再婚》饰 陈海
- 2009年 《婚后三十年》饰 杜和平
- 2010年 《南城遗恨》饰 汤浩
- 2011年 《水浒传》饰 吴用
- 2011年 《虎符传奇》饰 齐王
- 2011年 《画皮》饰 庞勇
- 2011年 《真爱谎言》饰 韩振宇
- 2013年 《百萬新娘之愛無悔》饰 王紹華
- 2013年 《生死相依》饰 蓝卓
- 2014年 《十月围城》客串
- 2014年 《爱你不放手》(真爱谎言2)
- 2014年 《深宅1937》
- 2014年 《剑侠(八仙前传)》饰 吕洞宾
- 2015年 《我是赵传奇》饰 霍振良 (客串)
- 2015年 《聊斋新编》饰 于璟
- 2015年 《橙色密码》
- 2015年 《半为苍生半美人》饰 周瑜
- 2015年 《功夫婆媳》饰 楚冠一
- 2016年 《示铃录》(網劇)
- 2016年 《老九门》饰 黑背老六
- 2016年 《谜砂》饰 齐雁南
- 2016年 《欢喜密探》饰 馬鞍子(客串)
- 2017年 《射雕英雄传》饰 楊鐵心
- 2017年 《寻找前世之旅第二季》(網絡劇)饰 仙尊(客串)
- 2017年 《猎豺狼》饰 郭剑亮
- 2018年 《恋爱先生》饰 宋宁宇
- 2018年 《特种兵之深入敌后》饰 洪长云
- 2018年 《奔腾岁月》饰 周小强
- 2019年 《重耳传奇》(2016年拍攝)饰 太昊
- 2019年 《爵迹临界天下》饰 吉美
- 2019年 《精英律师》饰 杜飛
- 2020年 《景德镇》饰 张天三(2011年拍攝)
- 2020年 《安家》饰  翟雲霄
- 2020年 《重生》(網絡劇)饰 薛东
- 2020年 《如果岁月可回头》饰 黄九恒
- 2020年 《天涯热土》饰 贺光岳
- 2020年 《月上重火》饰 重燁(客串)
- 2021年 《陪你一起长大》饰 顾家伟
- 2021年 《理智派生活》饰 徐敏杰
- 2022年 《庭外·落水者》(網絡劇)饰 薛冬
- 2022年 《被遗忘的时光》(網絡劇)饰 黄典文
- 2023年 《许你春风野马》饰 孟浪
- 2024年 《风华往事》(2017年拍攝)饰 唐季珊
- 2025年 《燃罪》(網絡劇)饰 贾三蒙
- 2025年 《修仙记之何仙姑传》(2016年拍攝)饰 吕洞宾
- 待播中 《孤战之生死营救》
- 待播中 《孤鹰》
- 待播中 《长安二十四计》

### 电影
- 2003年 《午夜惊魂》饰 查理
- 2003年 数字电影《绝爱》饰 刘翰华
- 2010年 《剑雨》 飾 陸竹
- 2010年 《关云长》 饰 秦琪
- 2010年 《麵引子》饰 孙厚成(青年)
- 2010年 《灵异列车》
- 2011 年《夢遊3D》 饰 艾瑞克
- 2013年 《咆哮無聲》飾 楊鎮江
- 2016年 《我不是潘金莲》 飾 秦玉河
- 2019年 《为国而歌》 飾 田汉

### 话剧
- 《我和春天有个约会》饰 沈家豪
- 《红与黑》 于连 （导演：雷国华）

1. 2007年8月24日-9月6日 上海 话剧中心
2. 2008年1月11日-12日 武汉 球场街中南剧场
3. 2008年1月17日-18日 上海 美琪大戏院
4. 2008年2月19日-22日 北京 保利剧院
5. 2008年5月15日-16日 深圳 保利剧院

### 京剧
- 1982年 《铡美案》 秦香莲的儿子

## 演唱
- 2000年单曲 《成功在身旁》 电视剧《一脚定江山》主题曲
- 2002年 《天边外》（国语专辑）
- 《简单爱》---《笨小孩》主题曲 (粤语)主唱：李宗翰、陈展鹏
- 《慢三拍》---《笨小孩》主题曲 (国语)主唱：李宗翰、陈展鹏

### 广告
- 2005年 捷仕路男装
- 卡丹路男装
- 赛马王内衣

## 曾获奖项
- 与陆毅、李亚鹏、任泉并称"四大小生
- 与陈坤、任泉、黄海冰并称"内地四大新人王"
- 2001年，湖南都市频道，年度电视剧最佳表现奖
- 2003年，《北京电视周刊》，年度最佳演技男演员、最佳外型男演员
- 2007年《大都市》杂志中国新绅士
- 2007年《BQ周刊》年度话剧红人
- 2008年4月10日 第18届白玉兰戏剧奖——表演艺术主角奖
- 2008-2009年度风尚权利榜颁奖盛典 最具风尚健康明星